# 南阿姆拉什鄉
南阿姆拉什鄉（波斯語：‎），是伊朗吉兰省阿姆拉什县中央區的鄉。2006年人口普查顯示南阿姆拉什縣人口为6,584人，分布在1,787個家庭。南阿姆拉什縣辖有35个村。